# Psellidotus snowi
Psellidotus snowi är en tvåvingeart som först beskrevs av Hart 1896.  Psellidotus snowi ingår i släktet Psellidotus och familjen vapenflugor. Inga underarter finns listade i Catalogue of Life.